# Clito
Clito là một chi bướm ngày thuộc họ Bướm nâu.